# Derivada de la función inversa

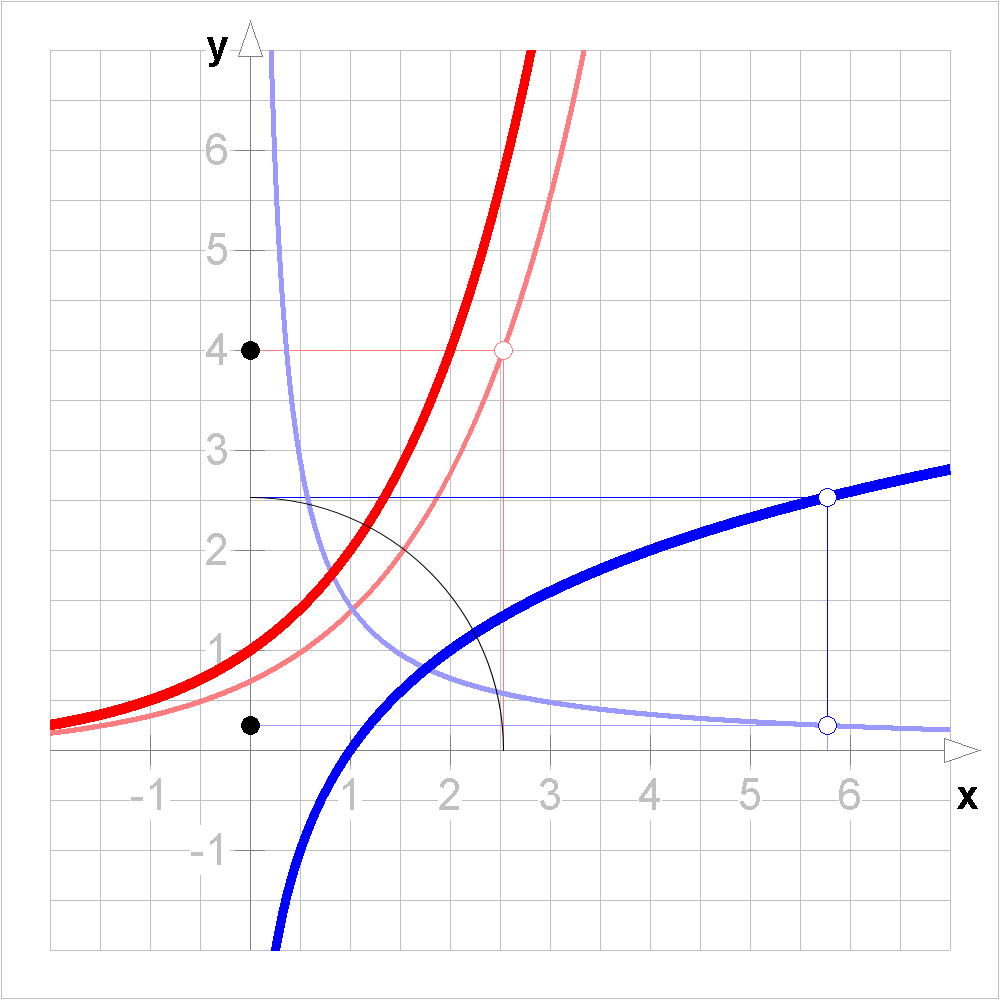
Regla:
Ejemplo para un arbitrario :

En matemática, la inversa de una función biyectiva {\displaystyle \,f} es una función que a cada elemento {\displaystyle \,y} del codominio de {\displaystyle \,f} le asigna un elemento {\displaystyle \,x} del  dominio de {\displaystyle \,f}, de forma que {\displaystyle \,f(x)=y} (ver el artículo función inversa para una definición formal). La inversa de {\displaystyle \,f} se denota como {\displaystyle \,f^{-1}}. Las expresiones {\displaystyle \,y=f(x)} y {\displaystyle \,x=f^{-1}(y)} son equivalentes.
Sus respectivas derivadas, asumiendo que existen, son recíprocas, tal y como se deduce a partir de la notación de Leibniz:
{\displaystyle {\frac {dx}{dy}}\cdot {\frac {dy}{dx}}=1}
Eso es una consecuencia directa de la regla de la cadena, ya que
{\displaystyle {\frac {dx}{dy}}\cdot {\frac {dy}{dx}}={\frac {dx}{dx}}}
y la derivada de {\displaystyle \,x} respecto {\displaystyle \,x} es 1.
Escribiendo explícitamente la dependencia de {\displaystyle \,y} respecto {\displaystyle \,x} y el punto donde se calcula la derivada y usando la notación de Lagrange, la fórmula de la derivada de la inversa es
{\displaystyle [f^{-1}]^{\prime }(a)={\frac {1}{f^{\prime }[f^{-1}(a)]}}.}
Geométricamente, una función y su inversa tienen gráficas que son reflexiones respecto la recta {\displaystyle \,y=x}. Esta reflexión transforma el gradiente de cualquier línea en su recíproco. 
Asumiendo que {\displaystyle \,f} tiene inverso en un entorno de {\displaystyle \,x} y que su derivada en este punto es distinta de cero, su inversa será diferenciable en {\displaystyle \,x} y que su derivada viene dada por la expresión anterior.

## Proposición
Si para la función {\displaystyle y=f(x)} existe una  función inversa {\displaystyle x=h(y)} tal que en un punto tiene derivada {\displaystyle h'(y)}, {\displaystyle y} no nula, entonces la función {\displaystyle y=f(x)}, en el punto correspondiente {\displaystyle x}, tiene derivada {\displaystyle f'(x)} igual a {\displaystyle 1/h'(y)}, o sea,  se cumple la fórmula 
{\displaystyle f^{\prime }(x)={\frac {1}{h^{\prime }(y)}}}.

## Ejemplos
- {\displaystyle \,y=x^{2}} (para valores positivos de {\displaystyle \,x}) tiene inverso {\displaystyle x={\sqrt {y}}}.

{\displaystyle {\frac {dy}{dx}}=2x{\mbox{ }}{\mbox{ }}{\mbox{ }}{\mbox{ }};{\mbox{ }}{\mbox{ }}{\mbox{ }}{\mbox{ }}{\frac {dx}{dy}}={\frac {1}{2{\sqrt {y}}}}}
{\displaystyle {\frac {dy}{dx}}\,\cdot \,{\frac {dx}{dy}}=2x\cdot {\frac {1}{2{\sqrt {y}}}}={\frac {2x}{2x}}=1.}
En {\displaystyle \,x=0}, sin embargo, hay un problema: el gráfico de la función raíz cuadrada es vertical, correspondiendo a una tangente horizontal de la función {\displaystyle \,x^{2}}.
- {\displaystyle \,y=e^{x}} tiene inverso {\displaystyle x=\ln \,y} (para valores positivos de {\displaystyle \,y})

{\displaystyle {\frac {dy}{dx}}=e^{x}{\mbox{ }}{\mbox{ }}{\mbox{ }}{\mbox{ }};{\mbox{ }}{\mbox{ }}{\mbox{ }}{\mbox{ }}{\frac {dx}{dy}}={\frac {1}{y}}}
{\displaystyle {\frac {dy}{dx}}\,\cdot \,{\frac {dx}{dy}}=e^{x}\cdot {\frac {1}{y}}={\frac {e^{x}}{e^{x}}}=1}

## Propiedades adicionales
Integrando la relación, obtenemos
{\displaystyle f(x)=f\left(\int {\frac {1}{f'(f^{-1}(y))}}\cdot dy+C\right)}
Eso solamente es útil si la integral existe. En particular, necesitamos que {\displaystyle f^{\prime }} sea distinta de cero en el rango de integración. 
De aquí se deduce que una función con derivada continua tiene inverso en el entorno de cualquier punto que tenga derivada distinta de cero. Eso podría no ser cierto si la derivada no fuese continua.

## Derivadas superiores
La regla de la cadena dada arriba se obtiene derivando la identidad {\displaystyle x=f^{-1}(f(x))\,} respecto {\displaystyle \,x}. Podemos seguir el mismo proceso para derivadas superiores. Diferenciando la relación respecto {\displaystyle \,x} dos veces, obtenemos
{\displaystyle {\frac {d^{2}y}{dx^{2}}}\,\cdot \,{\frac {dx}{dy}}+{\frac {d^{2}x}{dy^{2}}}\,\cdot \,\left({\frac {dy}{dx}}\right)^{2}=0}
o sustituyendo la primera derivada usando la fórmula de arriba,
{\displaystyle {\frac {d^{2}y}{dx^{2}}}=-{\frac {d^{2}x}{dy^{2}}}\,\cdot \,\left({\frac {dy}{dx}}\right)^{3}}.
De la misma manera, para la tercera derivada:
{\displaystyle {\frac {d^{3}y}{dx^{3}}}=-{\frac {d^{3}x}{dy^{3}}}\,\cdot \,\left({\frac {dy}{dx}}\right)^{4}-3{\frac {d^{2}x}{dy^{2}}}\,\cdot \,{\frac {d^{2}y}{dx^{2}}}\,\cdot \,\left({\frac {dy}{dx}}\right)^{2}}
o utilizando la fórmula para la segunda derivada,
{\displaystyle {\frac {d^{3}y}{dx^{3}}}=-{\frac {d^{3}x}{dy^{3}}}\,\cdot \,\left({\frac {dy}{dx}}\right)^{4}+3\left({\frac {d^{2}x}{dy^{2}}}\right)^{2}\,\cdot \,\left({\frac {dy}{dx}}\right)^{5}}
La fórmula de Faà di Bruno generaliza estas fórmulas.

### Ejemplos
- {\displaystyle \,y=e^{x}} tiene como inverso {\displaystyle \,x=\ln y}. Usando la fórmula para la segunda derivada de la función inversa,

{\displaystyle {\frac {dy}{dx}}={\frac {d^{2}y}{dx^{2}}}=e^{x}=y\qquad ;\qquad \left({\frac {dy}{dx}}\right)^{3}=y^{3};}
por lo que
{\displaystyle {\frac {d^{2}x}{dy^{2}}}\cdot y^{3}+y=0\qquad ;\qquad {\frac {d^{2}x}{dy^{2}}}=-{\frac {1}{y^{2}}};}
que concuerda con el cálculo directo.